# Banh (tổng)
 Banh   là một tổng Loroum (tỉnh) ở tây bắc  Burkina Faso. Dân số năm 2006 là 30.557 người. Thủ phủ là thị xã Banh..
Amné-Rimaïbé, Aurel-Baliguel, Bani, Banwèla, Barra, Boroni, Boudoumouma, Bouressa, Delga, Djem, Djiengué, Kaïdaré, Kielnordy, Koma-Lembre, Lossa-Foulbé, Lossa–Mossi, Madougou, Mihity, Mondé–Bani, Namagué, Niongono, Nongodoum, Pétalnelbé, Ségué–Foulgo, Ségué–Mossi, Séno–Diao, Tiabwal và Zaye.